# Yaygın, Battalgazi
Yaygın là một thị trấn thuộc thành phố Malatya, tỉnh Malatya, Thổ Nhĩ Kỳ. Dân số thời điểm năm 2011 là 1.52 người.